# Penstemon gentianoides
Penstemon gentianoides là một loài thực vật có hoa trong họ Mã đề. Loài này được (Kunth) Poir. mô tả khoa học đầu tiên năm 1825.

## Hình ảnh

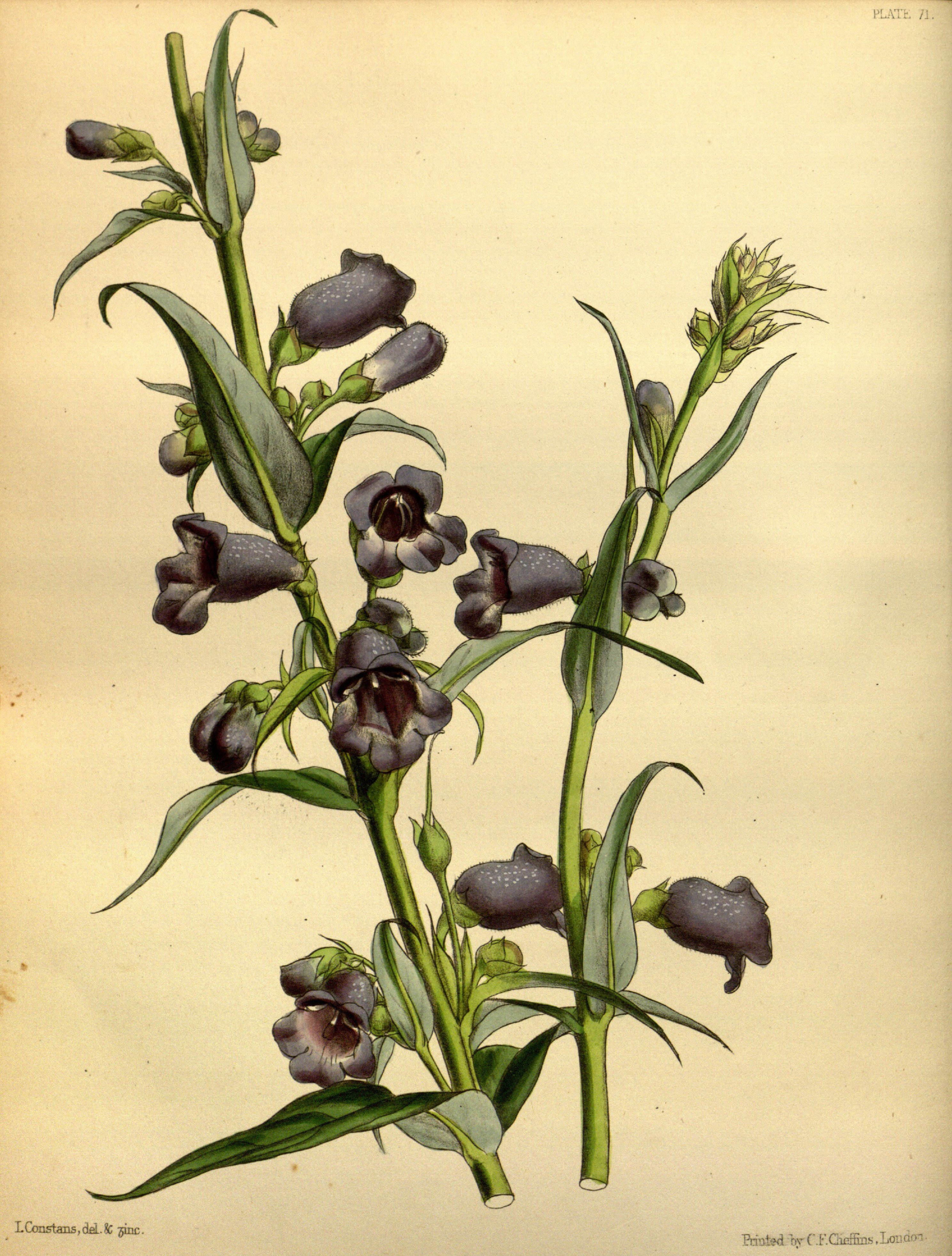
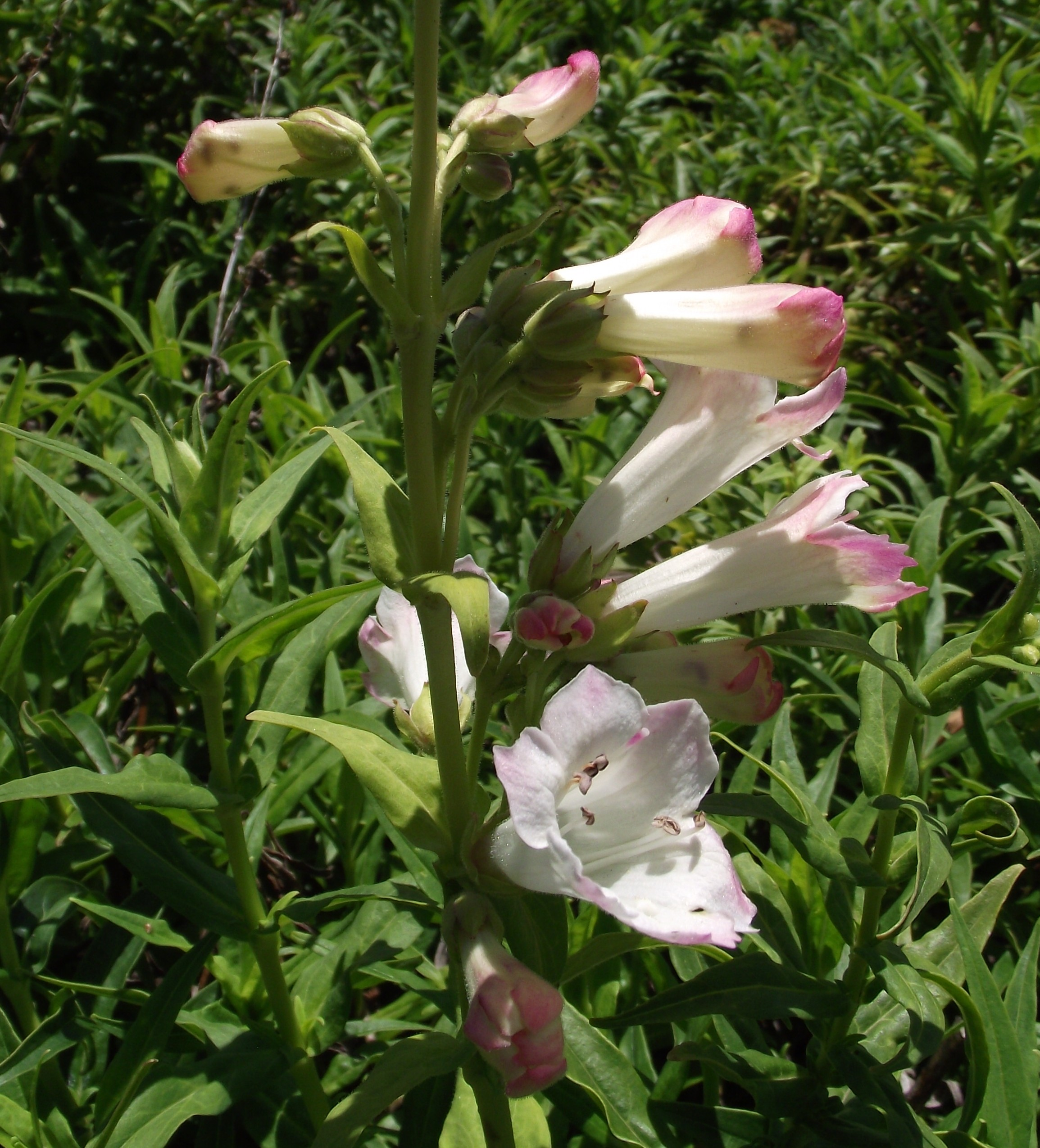
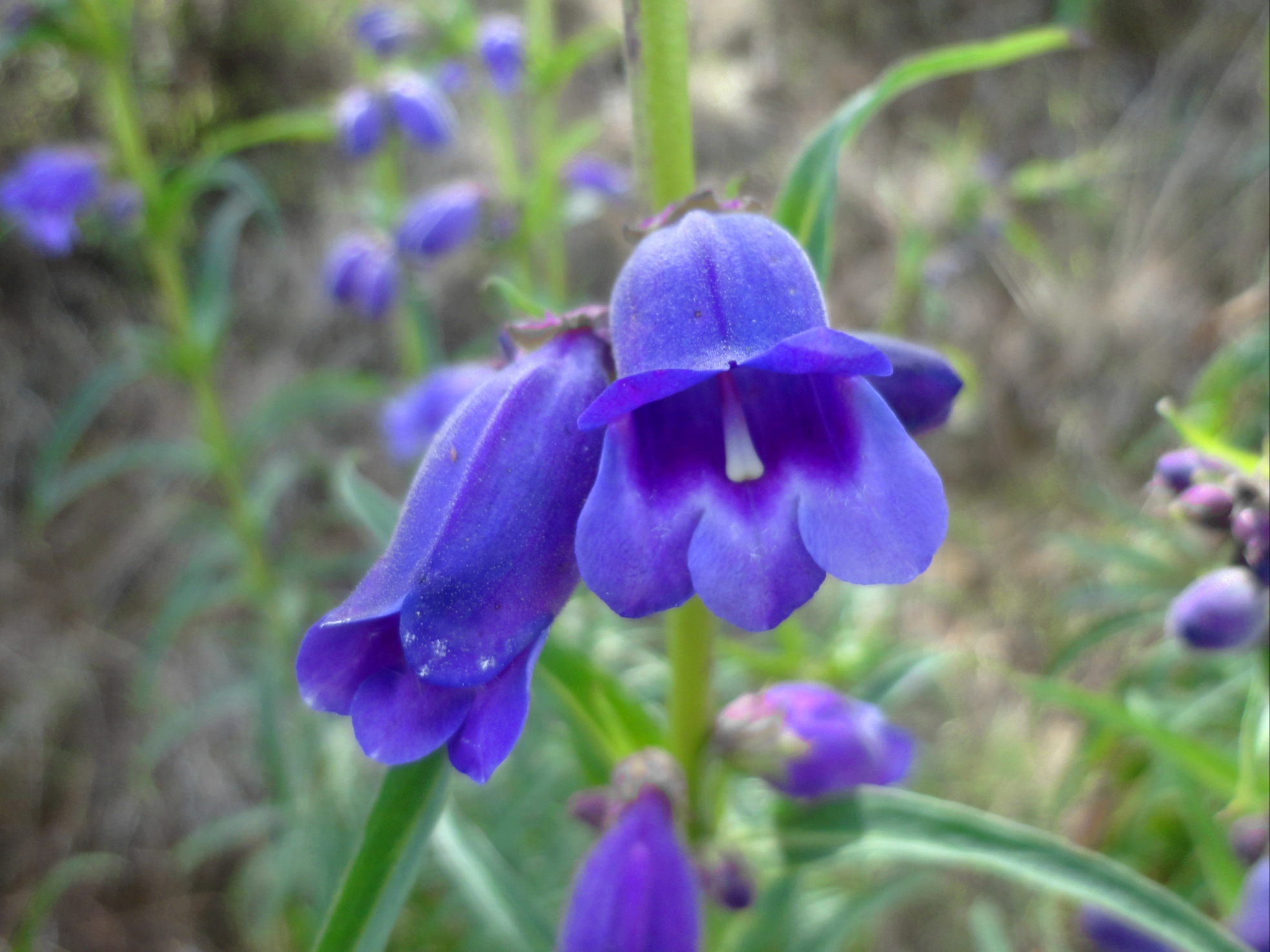